# Sicherheitsfolie
Eine Sicherheitsfolie ist eine aus Polyethylenterephthalat (PET) bestehende mehrlagige Folie, die von innen auf die Glasscheiben von Fenstern aufgebracht wird. Sicherheitsfolien dienen der Nachrüstung von Glasflächen zum Schutz vor Einbruch, Vandalismus, den Folgen von Sprengstoffanschlägen (Splitterflug) und zum Schutz vor Splitterabgang bei Glasfassaden. Sie lassen sich auch an Autoscheiben zum Schutz vor Blitzeinbruch und Car-Napping anbringen. Dafür sind diese Folien in unterschiedlichen Widerstandsklassen erhältlich. Je widerstandsfähiger, desto dicker ist die Folie. Es gibt Sicherheitsfolien in den Stärken zwischen 0,1 und 0,6 mm (100 µm bis 600 µm).

## Herstellung
Sicherheitsfolien werden aus recyclebarem Polyethylenterephthalat (PET) hergestellt. Im Herstellungsprozess werden mehrere Folienlagen mit einem speziellen Kleber miteinander verbunden. Die Produktionsanlagen sind so eingestellt, dass alle Veredlungsverfahren unmittelbar kontrolliert werden können. 

### Aufbau
Der Aufbau einer qualitativ hochwertigen Sicherheitsfolie besteht aus mindestens 8 Schichten:
- transparente Schutzfolie
- Spezialkleber
- Folienschicht
- Spezialkleber
- Folienschicht
- Spezialkleber
- Folienschicht
- kratzfeste Beschichtung (Hard-Coat)

Sicherheitsfolien sind im Standard transparent. Durch den mehrlagigen Aufbau (Sandwichfolie) kann eine Sicherheitsfolie auftragsbezogen mit Zusatzeigenschaften wie Abhörschutz, Sonnen-, Sicht- und Hitzeschutz ausgestattet werden. Auch Farbvarianten sind möglich. Ein UV-Schutz ist immer integriert. Eine Alarmfunktion zur Meldung bei Glasbruch kann zusätzlich eingearbeitet werden. Sicherheitsfolien werden immer auf der Innenseite der Gläser angebracht, um sie dem Zugriff von Angreifern zu entziehen.

## Wirkung und Widerstandsklassen
Sicherheitsfolien wirken 
- durchwurfhemmend
- hemmend bei Blitzeinbrüchen
- splitterabgangshemmend
- sprengwirkungshemmend
- brandüberschlagshemmend (keine Verrauchung)
- UV-absorbierend

Ein mit Sicherheitsfolie beschichtetes Glas kann je nach Stärke der Folie und je nach Art des Glases (Isolierglas, Einscheibensicherheitsglas (ESG), Floatglas) folgende Widerstandsklassen erreichen: 
- A1 nach DIN 52 290
- P2A nach DIN EN 356
- P3A nach DIN EN 356 A
- UL 972

Die einzelnen Widerstandsklassen sagen etwas über die Durchwurfhemmung einer mit Sicherheitsfolie beschichteten Scheibe aus. Im Test wird eine 4,11 kg schwere Stahlkugel aus unterschiedlicher Höhe auf die Scheibe fallengelassen, der Durchbruch mit unterschiedlichem Werkzeug und in unterschiedlicher Schwere wird damit simuliert. Prüfinstitute wie das Materialprüfungsamt testen und belegen die erreichte Widerstandsklasse mit Zertifikaten. 
Die höchste Widerstandsklasse, die durch Sicherheitsfolien bisher erreicht werden konnte, ist die Widerstandsklasse P4A auf 4 mm – Glas. Es gibt mehrere Anbieter dieser Folie weltweit, die dieses Zertifikat  erhalten haben. Neuere Versuche, Sicherheitsfolien von beiden Seiten einer Glasscheibe (innen sowie außen) anzubringen, um damit die Widerstandsklasse weiter zu erhöhen, halten einer langfristigen  Prüfung nicht stand. An der Außenseite von Fenstern angebrachte Sicherheitsfolien bieten keinen objektiven Schutz, da sie problemlos von außen aufgeschnitten und damit sabotiert werden können und sich damit die Widerstandsklasse wieder verringert. 
Sprengwirkungshemmende Sicherheitsfolien, auch Terrorschutzfolien genannt, bieten Schutz bei Sprengstoffanschlägen durch eine Absorption des Flächendrucks, wie er bei einer Druckwelle infolge einer Explosion erzeugt wird. Gemäß dem deutsch-/europäischen Standard werden solche Folien im Druckstoßrohr getestet (gemäß DIN EN 13541). Auch hier ist es wichtig, nur von innen geklebte Folien einzusetzen.
Sicherheitsfolien sind nicht zu verwechseln mit sog. Splitterschutzfolien. Letztere entsprechen lediglich den Anforderungen an einen Verletzungsschutz gemäß den Berufsgenossenschaftlichen Vorschriften (Unfallverhütungsvorschriften). 

### UV-Beständigkeit
Sicherheitsfolien sind mit einem UV-Filter ausgerüstet, der auch nach vielen Jahren ein Vergilben der Folie verhindert und zugleich das Ausbleichen von Mobiliar und ausgestellten Waren deutlich verzögert.

## Montage
Sicherheitsfolien sind selbstklebende Folien, die mit einer speziellen Montageflüssigkeit von innen auf vorhandene Glasflächen aufgebracht werden. Die Randanbindung sorgt für die stabile Verbindung zum Rahmen, je nach Fensterkonstruktion entweder unter die Glashalteleiste oder als Versiegelung mit Silikon. Die Gläser müssen zur Montage nicht herausgenommen werden, die Arbeiten stören Alltagsabläufe nicht. Sicherheitsfolien müssen immer von geschulten Monteuren angebracht werden und werden immer innen auf das Glas aufgebracht (Fensterinnenseite). Die Montage auf der Innenseite ist wichtig, da die Folie auf diese Weise von außen nicht aufgeschnitten oder abgerissen werden kann. Auch die Gewährleistung (Haltbarkeit) ist bei Innenfolien deutlich höher, weil sie der Witterung nicht unmittelbar ausgesetzt sind.      

## Weitere Sicherheitsfolien

### Terrorschutzfolie / sprengwirkungshemmende Folie
Zum Schutz von besonders sensiblen Bereichen in hohen baulichen Gefährdungszonen, in sehr eng bebauten Gebieten oder gefährdeten Eingangsbereichen sowie unteren Etagen werden hoch leistungsfähige Terrorschutzfolien eingesetzt. Diese bieten einen hohen Schutz bei Sprengstoffanschlägen, da ihre einzigartige Struktur Druckwellen standhält und einen gefährlichen Splitterflug verhindert. 

### Fassadenschutzfolie
Fassadenschutzfolien sind speziell für moderne Glasfassaden entwickelte transparente Sicherheitsfolien. Diese Folien sichern bei einem spontanen Glasbruch in Teilen einer Glasfassade das Herabstürzen von großen und schweren Glasstücken von bis zu mehreren hundert Kilo. Die zersprungene Scheibe wird durch die Folie in der Haltekonstruktion getragen, der spezielle Kleber verhindert den gefährlichen Splitterflug. 

### Spionageschutzfolie
Spionageschutzfolien werden insbesondere von Unternehmen zum Schutz vor Industriespionage eingesetzt. Diese Folien blocken durch ihre spezielle Zusammensetzung den Übertragungsweg von kabellosen und anderen frei übertragenen elektronischen Daten aus beispielsweise Laptops, Mobiltelefonen und schnurlosen Telefonen vom Gebäudeinneren durch die Glasscheiben nach draußen. Außerdem dämpft die Hochleistungsfolie elektromagnetische Hochfrequenz-Störungsversuche und schützt Personen vor gefährlichen elektromagnetischen Strahlen.

### Autosicherheitsfolie
Autosicherheitsfolien minimieren das Risiko von Blitzeinbrüchen, Vandalismus, Durchwurf und anderen äußeren Angriffen. Die Möglichkeiten direkter Angriffe auf Fahrzeuginsassen werden ebenfalls reduziert. Bei Glasbruch hält eine angebrachte Autosicherheitsfolie das Glas zunächst im Rahmen und minimiert die Gefahr von umherfliegenden Glassplittern und damit das direkte Verletzungsrisiko. Das beschichtete Glas erreicht die Widerstandsklasse A1 nach DIN 52 290, P2A nach EN 356 und UL 972. Autosicherheitsfolien bieten mobile Sicherheit für Polizei und Spezialfahrzeuge, militärische Einsatzfahrzeuge, Service-, Transport- und Baufahrzeuge sowie für Privatfahrzeuge.

### Alarmsicherheitsfolie
Ein deutsches Produkt besitzt durch eingelegte Alarmfäden neben der mechanischen Sicherheit zusätzlich die Funktion eines vollflächigen Glasdurchbruchmelders nach VdS-Klasse C. Damit ist die Alarmfolie hinsichtlich der Meldung einem hochwertigen aktiven Glasbruchmelder gleichgestellt und weist zugleich die Durchwurfhemmung einer Sicherheitsfolie auf. 

### Uhrenschutzfolie
Uhrenschutzfolien dienen zum Schutz der Uhr vor Kratzern und Spuren bei dem Tragen im Alltag. Die Folien haben dabei den Anspruch möglichst unauffällig und einfach in der Anwendung zu sein. Um den Anforderungen an eine möglichst unauffällige Schutzfolie gerecht zu werden, werden transparente Folien mit einer Dicke von wenigen Mikrometern verwendet.